# Piet Driessen
Piet Driessen (Meterik, 1 juni 1950) is een voormalig Nederlands voetballer die tijdens zijn profloopbaan uitsluitend voor FC VVV uitkwam.
Na het behalen van het kampioenschap met amateurclub RKSV Wittenhorst onder leiding van trainer Ton van den Hurk maakte Driessen in 1974 de overstap van de Vierde klasse naar het betaald voetbal. De linksbuiten, die ook inzetbaar was als spits, debuteerde op 21 augustus 1974 namens toenmalig eerstedivisionist FC VVV in een met 3-2 verloren uitwedstrijd bij Volendam. Na één seizoen keerde hij weer terug naar de amateurs. Driessen vertrok naar Tiglieja waar hij, behoudens een eenjarig uitstapje naar RKVV Meterik, nog jarenlang in het eerste elftal speelde. Zijn zoon Dries was later eveneens profvoetballer bij VVV.

## Statistieken
| Seizoen         | Club            | Competitie      | Competitie | Competitie | Beker | Beker | Nacompetitie | Nacompetitie | Totaal | Totaal |
| Seizoen         | Club            | Competitie      | Wed.       | Dlp.       | Wed.  | Dlp.  | Wed.         | Dlp.         | Wed.   | Dlp.   |
| --------------- | --------------- | --------------- | ---------- | ---------- | ----- | ----- | ------------ | ------------ | ------ | ------ |
| 1974/75         | FC VVV          | Eerste divisie  | 22         | 2          | 1     | 0     | —            | —            | 23     | 2      |
| Carrière totaal | Carrière totaal | Carrière totaal | 22         | 2          | 1     | 0     | 0            | 0            | 23     | 2      |